# Асеев, Герман Степанович
Ге́рман Степа́нович Асе́ев (укр. Герман Степанович Асеєв; 26 марта 1938 года, с. Кромские Быки Курской области РСФСР — 25 июля 2018 года) — народный депутат Украины 1-го созыва.

## Биография
Родился 26 марта 1938 года в селе Кромские Быки (Курская область) в семье крестьян, русский. Образование высшее, по специальности инженер-механик, окончил Харьковский политехнический институт им. И. Ленина.
1955 — токарь Павловского машиностроительного завода, Тульская область.
1961 — инженер-конструктор; начальник КБ; начальник производственно-диспетчерского отдела; секретарь парткома завода «Нежинсельмаш».
1975 — второй секретарь Нежинского РК КПУ.
1982 — директор Нежинского завода сельскохозяйственного машиностроения «Нежинсельмаш».
Член КПСС 1967–1991. Депутат городского Совета.
18 марта 1990 года избран народным депутатом Украины, 2-й тур 48,99 % голосов, 6 претендентов.
- Черниговская область
- Нежинский избирательный округ № 440
- Дата принятия депутатских полномочий: 15 мая 1990 года.
- Дата прекращения депутатских полномочий: 10 мая 1994 года.

Член Комиссии ВР Украины по вопросам развития базовых отраслей народного хозяйства.
Умер 25 июля 2018 года.
Награжден орденами Трудового Красного Знамени, «Знак Почета».
Был женат, имел двое детей.